# Travis Mills
Travis Tatum Mills, noto anche con lo pseudonimo di T. Mills (Riverside, 12 aprile 1989), è un rapper, attore e modello statunitense, originario della California.
In seguito al cambio di nome da T. Mills a Travis Mills, ha iniziato a condurre uno show omonimo su Apple Music Beats 1.

## Biografia
Travis Tatum Mills è nato il 12 aprile 1989 a Riverside, in California. All'età di 5 anni, lo zio di Mills gli diede la sua prima chitarra e all'età di 15 anni Mills si ritirò dalla pallavolo per creare una band punk rock.

### Carriera musicale

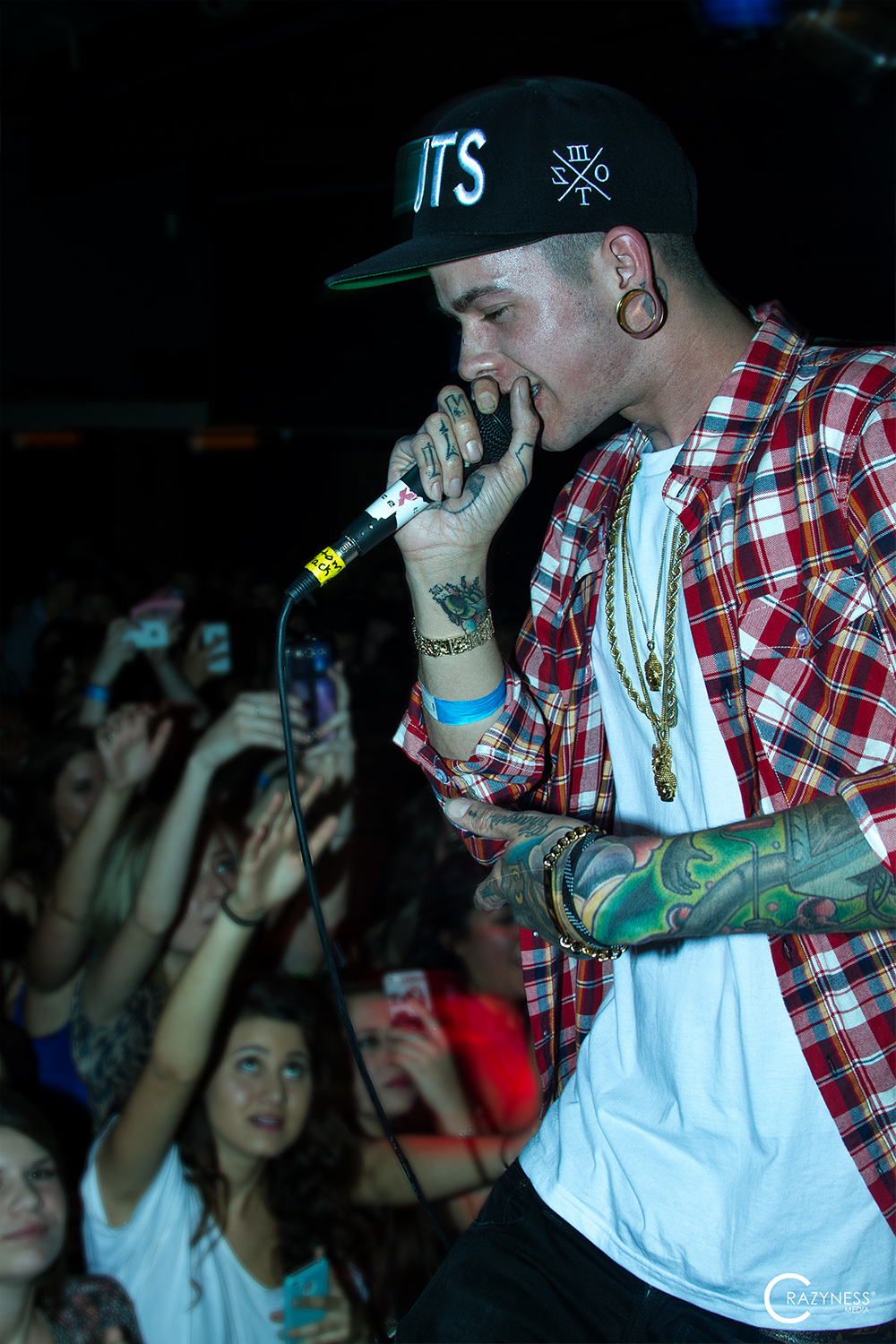
T. Mills si esibisce a Hollywood nel 2013

All'età di 17 anni, ha iniziato la sua carriera componendo musica nella sua cameretta con un computer portatile e usando programmi come Pro Tools e Reason per creare le basi delle canzoni. Condividendo la sua musica su myspace inizia a guadagnare popolarità e riesce ad esibirsi nel Vans Warped Tour. Messo sotto contratto dalla Laguna Beach Uprising Records pubblica il suo primo album "Ready, Fire, Aim" il 28 settembre 2010 preceduto dall'uscita del video "Stupid Boy".
Il secondo album pubblicato nel 22 luglio 2011 è Leaving Home da cui è stato estratto il brano Fuck Em (With My Vans On) che consolida la sua carriera musicale riscuotendo discreto successo in America e Europa. Le attività di Travis nel 2012 sono molte, il mixtape Thrillionaire è un'anticipazione al disco uscito nel 2013.
Il 18 febbraio 2014, Mills ha annunciato il rilascio per il suo terzo EP, intitolato All I Wanna Do. Dal 24 febbraio al 24 aprile 2014, Mills sarà il protagonista del suo All I Wanna Do Tour. Il 24 febbraio 2014, mentre iniziava il suo tour promozionale per il suo terzo EP, Mills pubblicò l'audio nella sua traccia "All I Wanna Do". Il giorno seguente, Mills pubblicò ufficialmente All I Wanna Do EP, tramite iTunes. L'EP presenta la produzione di Boi-1da e Malay, tra gli altri.  Nel luglio 2015, Mills ha cambiato il suo nome d'arte al suo nome Travis Mills. Il 24 luglio 2015, Travis ha pubblicato il suo nuovo singolo, intitolato "Young & Stupid". La canzone presenta il verso ospite del collega rapper T.I.
Il 22 gennaio 2016, Travis ha annunciato l'uscita del suo nuovo singolo, intitolato "Don't Need Much". Il brano è stato pubblicato tramite Republic Records, che è stato reso disponibile per lo streaming su SoundCloud lo stesso giorno di rilascio. Il ritmo di Don't Need Much è stato estratto da un singolo chiamato Stoff und Schnaps, eseguito dai rapper olandesi Lil Kleine e Ronnie Flex. Travis ha firmato un nuovo contratto con la First Access Entertainment e ha pubblicato il suo quarto EP sotto l'etichetta, intitolato While You Wait l'8 aprile 2016.
Il 26 giugno 2020 pubblica California, il primo brano della nuova band pop punk Girlfriends, duo creato insieme al batterista Nick Gross. Il 23 ottobre il duo ha pubblicato il primo album omonimo, prodotto da John Feldmann. Il secondo album (E)motion Sickness è stato pubblicato il 17 giugno 2022.
Il 12 maggio 2023 esce l'EP Over My Dead Body.

### Carriera da attore
Nel marzo 2016, Mills ha fatto il suo debutto come attore nella serie di Netflix, Flaked.

### Reality show
Nel 2019, ha presentato uno spin-off di Catfish, intitolato Ghosted, dove ha collaborato con Rachel Lindsay; nella serie, Mills e Lindsay aiutano le persone a ritrovare partner o amici che si sono resi irrintracciabili.

## Influenze musicali
Il genere musicale che produce è synthpop, hip-hop e electro pop, la sua passione per l'hip hop nasce grazie ad artisti come 2Pac, Biggie, Bone Thugs-n-Harmony, Kanye West, R. Kelly e Usher.

## Vita privata

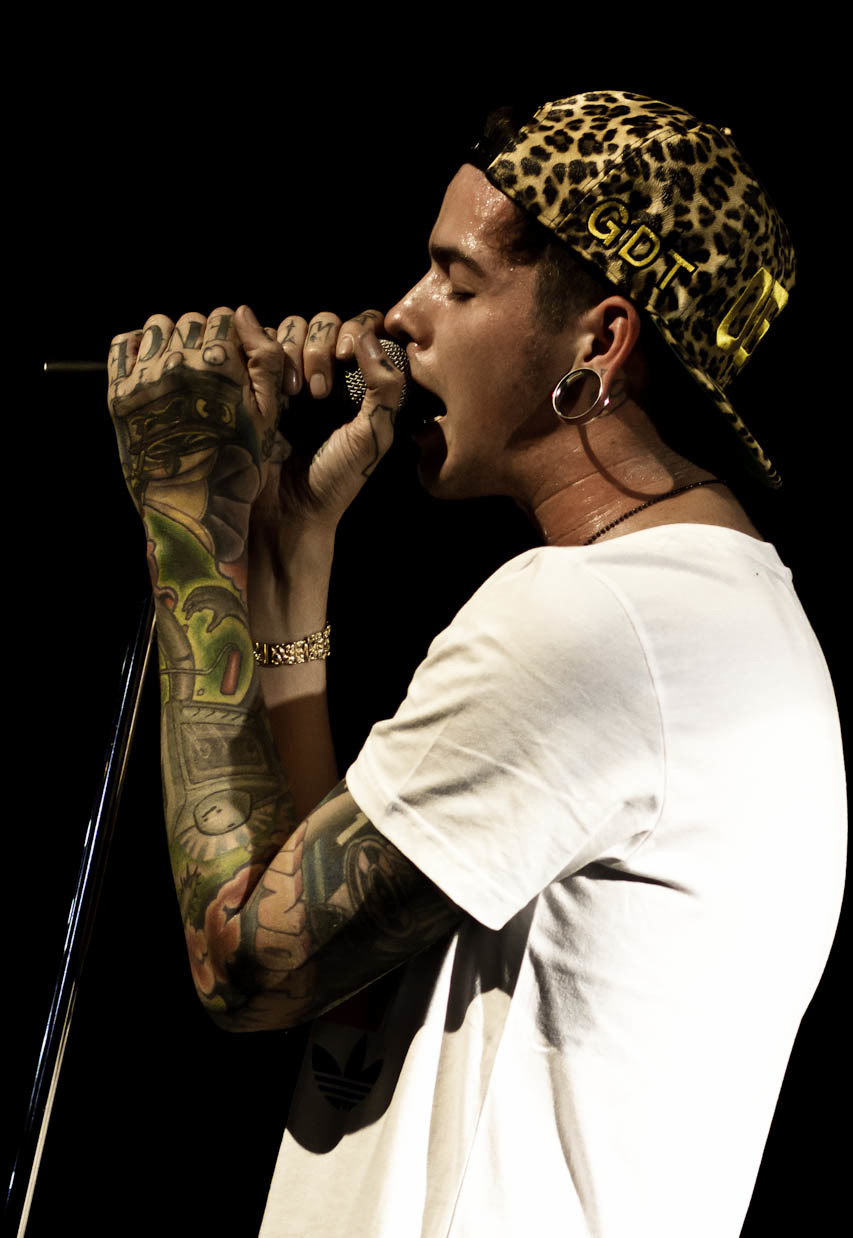
T. Mills nel 2012

È stato fidanzato con l’attrice Madelaine Petsch, che ha incontrato durante le audizioni della serie Riverdale dove si era presentato per il ruolo di Jughead Jones (poi andato a Cole Sprouse).
Mills ha tanti tatuaggi, molti dei quali includono un tatuaggio per i Bone Thugs-n-Harmony sul petto. Ha anche tatuato le lettere "FTH" ("Fuck The Haters") e "Forever The Highest" sulla sua fronte, la "O" con un cuore dietro l'orecchio sinistro che rappresenta il nome delle sue sorelle e la parola "Patience" tatuata sulle nocche.
Travis ha partecipato alle sfilate di New York e Parigi a luglio 2016 ed è stato nominato uno dei migliori vestiti da GQ Magazine.
Travis è conosciuto come modello al di fuori della sua musica ed è molto forte sui social media che comprendono Twitter, Facebook e Instagram.

## Discografia

### Solista

#### Album in studio
- 2010 – Ready, Fire, Aim!, Uprising Records

#### EP
- 2009 – Finders Keepers EP, Uprising Records
- 2011 – Leaving Home EP, Columbia Records
- 2014 – All I Wanna Do EP, Columbia Records
- 2016 – While You Wait EP, First Access Entertainment

#### Mixtape
- 2012 – Thrillionaire

#### Singoli
- 2010 – Stupid Boy
- 2010 – She Got A...
- 2011 – Vans On
- 2011 – Hollywood
- 2011 – Can't Take Your Eyes Off Me
- 2013 – Loud
- 2014 – All I Wanna Do
- 2015 – Young & Stupid (feat. T.I.)
- 2016 – One4Me
- 2016 – Don't Need Much
- 2017 – Just Like Us, This Song Doesn't Have a Title
- 2018 – Bands Now (feat. 24hrs)
- 2018 – Off U

### Con i girlfriends

#### Album in studio
- 2018 – girlfriends
- 2022 – (E)motion Sickness

#### EP
- 2023 – Over My Dead Body

## Filmografia

### Televisione
- Flaked – serie TV, nel ruolo di Stefan (2016)
- Alone Together – serie TV, episodio 2x02 nel ruolo di Stainz (2018)